# Novopetrivka, Dobrovelîcikivka
Novopetrivka (în ucraineană Новопетрівка) este un sat în comuna Mîkolaiivka din raionul Dobrovelîcikivka, regiunea Kirovohrad, Ucraina.

## Demografie
Componența lingvistică a localității Novopetrivka
     Ucraineană (93,12%)
     Rusă (3,67%)
     Română (3,21%)
Conform recensământului din 2001, majoritatea populației localității Novopetrivka era vorbitoare de ucraineană (93,12%), existând în minoritate și vorbitori de rusă (3,67%) și română (3,21%).